# Колесо часу
«Колесо часу» (англ. The Wheel of Time) — цикл романів у жанрі фентезі американського письменника Роберта Джордана. Цикл розпочався з публікації 1990 року роману «Око Світу» і завершиться публікацією 14-го роману «Пам'ять світла» у січні 2013 року. Джордан помер 2007 року, тому останні три романи за його записами написав Брендон Сендерсон.
Цикл має епічний розмах, в ньому виведено добре продуманий фантастичний світ із своєю онтологією та когерентною системою магічних сил, а також величезним числом дійових осіб. У циклі використані мотиви міфологій різних народів світу, як Заходу так і Сходу.
Вісім із тринадцяти книг циклу займали перший рядок у списку бестселерів Нью-Йорк Таймс. По завершенню цикл номіновано на премію Г'юго. За даними французького видавця Джордана станом на 2017 рік у світі продано понад 80 млн примірників, тобто цикл за кількістю продажів займає друге місце після «Володаря перснів» серед епічних фентезі.

## Короткий опис
Долі людей — нитки, що сплітаються в складні візерунки при вічному обертанні Колеса часу, і те, що було, повториться в майбутньому, набираючи водночас нових рис. Є люди, та'верени, нитки яких у плетеві часу важливі настільки, що інші нитки інших доль вплітаються навколо них. Такі люди міняють історію. У кожному циклі обертання Колеса часу у світ живих людей намагається проникнути Темний (Dark One), зла половина дуальності Темрява-Світло, тоді як творець світу, Світлий (Light), залишається осторонь, і завдання подолати Темного й знову заточити його в темницю поза світом, випадає людям.
У час, коли Темний уже ось-ось звільниться, коли його слуги, 13 Проклятих (Forsaken) уже на волі серед людей, в невеличкому селі далеко від центрів цивілізації народжуються одразу три та'верени. Ранд аль-Тор є новою аватарою наймогутнішого чарівника, Льюса Теріна Теламона, відомого як Дракон, переможця Темного в минулому циклі й, водночас, руйнівника світу. Саме Ранду судилося очолити Останню битву із Темним, здолати супостата й, мабуть, загинути. Перрін Айбара — людина з душею вовка, король вовків із древнього пророцтва, зв'язок зі світом снів. Матрім Каутон — людина, якій завжди щастить, але яка завжди опиняється в центрі подій мимоволі, не усвідомлюючи того, як навколо нього плететься візерунок доль інших людей.
Ранду аль-Тору підвладна чоловіча сторона (саїдін) Єдиної сили, чарівної субстанції, що дозволяє за бажанням змінювати плетиво Колеса часу. Однак, саїдін таїть у собі небезпеку — в кінці минулого циклу Темний отруїв його так, що його використання несе з собою божевілля. Льюс Терім, минуле втілення Ранда, після перемоги над Темним втратив розум і викликав у світі небувалий катаклізм, змінивши обриси континентів й відкинувши людську цивілізацію назад у її розвитку. У новому світі впливова організація жінок (айз седаї), яким підвладна жіноча сторона (саїдар) Єдиної сили, пильно стежить за тим, щоб нещастя не повторилося — усіх чоловіків, що можуть каналювати саї'дін, вилювлюють і відрізають від джерела сили. Однак, за пророцтвом Дракон Льюс Терін неодмінно відродиться, і тільки він може повести людство на Останню битву з Темним.
На шляху до Останньої битви (Тармон Ґай'дону) Ранд аль-Тор повинен згуртувати людство під своїм проводом. Для цього йому потрібно переконати людей, що він є справжім, а не фальшивим Відродженим Драконом, уникнути полону айз-седаї, навернути на свій бік численні держави світу, зупинити вторгнення із сусідного континенту, й зробити своїх ворогів союзниками. У складній геополітичній обстановці колишньому пастуху із Двох Річок потрібно подолати опір 13 могутніх Проклятих.

## Книги циклу
| #       | Назва               | стор.          | глав           | слів           | Аудіо          | Перше видання     | Коментар                                                          |  |
| ------- | ------------------- | -------------- | -------------- | -------------- | -------------- | ----------------- | ----------------------------------------------------------------- |  |
| 0.      | Нова весна          | 334            | 26             | 121,815        | 12 год 31 хв.  | січень 2004       | Приквел, події відбуваються за 20 років до початку основної лінії |  |
| 1.      | Око Світу           | 782            | 53             | 305,902        | 29 год. 32 хв. | 15 січня 1990     |                                                                   |  |
| 2.      | Велике полювання    | 681            | 50             | 267,078        | 26 год. 08 хв. | 15 листопада 1990 |                                                                   |  |
| 3.      | Відроджений дракон  | 674            | 56             | 251,392        | 24 год. 31 хв. | 15 жовтня 1991    |                                                                   |  |
| 4.      | Мряка здіймається   | 1001           | 58             | 393,823        | 40 год 31 хв.  | 15 вересня 1992   |                                                                   |  |
| 5.      | Небесні вогні       | 963            | 56             | 354,109        | 36 год. 34 хв. | 15 жовтня 1993    |                                                                   |  |
| 6.      | Володар хаосу       | 987            | 55             | 389,264        | 41 год.37 хв.  | 15 жовтня 1994    | Номінований на Locus Award 1995.                                  |  |
| 7.      | Корона мечів        | 855            | 41             | 295,028        | 30 год. 31 хв. | 15 травня 1996    |                                                                   |  |
| 8.      | Шлях кинджалів      | 672            | 31             | 226,687        | 23 год. 31 хв. | 20 жовтня 1998    |                                                                   |  |
| 9.      | Серце зими          | 766            | 35             | 238,789        | 24 год. 18 хв. | 7 листопада 2000  | Пролог вийшов на eBook у вересні 2000.                            |  |
| 10.     | Перехрестя сутінків | 822            | 30             | 271,632        | 26 год. 03 хв. | 7 січня 2003      | Пролог вийшов на eBook 17 липня 2002.                             |  |
| 11.     | Ніж снів            | 837            | 37             | 315,163        | 32 год. 24 хв. | 11 жовтня 2005    | Пролог вийшов на eBook on 22 липня 2005. Остання книга Джордана.  |  |
| 12.     | Буря збирається     | 766            | 50             | 303,630        | 33 год. 02 хв. | 27 жовтня 2009    | Завершена Брендоном Сендерсоном.                                  |  |
| 13.     | Опівнічні вежі      | 864            | 57             | 325,998        | 38 год. 17 хв. | 2 листопада 2010  | Завершена Брендоном Сендерсоном                                   |  |
| 14.     | Пам'ять світла      | (353,906 слів) | (353,906 слів) | (353,906 слів) | (353,906 слів) | 8 січня 2013      | Завершена Брендоном Сендерсоном, епілог Роберта Джордана          |  |
| Усього: | Усього:             | 11,004         | 635            | 4,060,310      | 419 год. 30 хв | січень 1990—2013  |                                                                   |  |

## Виноски
1. ↑  2014 Hugo Awards. The Hugo Awards. 2014. Архів оригіналу за 6 вересня 2014. Процитовано 16 травня 2019.
2. ↑  Robert Jordan. Bragelonne. Архів оригіналу за травня 7, 2017. Процитовано 14 травня 2017.
3. ↑  Ідея циклів запозичена з індійської космології. Див. Юґа.
4. ↑  В основі персонажа бог Тор із скандинавської міфології
5. ↑  Основа персонажа бог Перун із слов'янської міфології
6. ↑  Основа персонажа бог Одін із скандинавської міфології
7. ↑  1995 Award Winners & Nominees. Worlds Without End. Архів оригіналу за 14 серпня 2009. Процитовано 7 жовтня 2009.
8. 1 2  Brandon Sanderson's Facebook page. Архів оригіналу за 11 грудня 2012. Процитовано 8 травня 2012.
9. ↑  Twitter. www.BrandonSanderson.com. Архів оригіналу за 18 березня 2018. Процитовано 29 грудня 2011.
10. ↑  Release Date for A Memory of Light. Архів оригіналу за 1 липня 2017. Процитовано 8 травня 2012.